# Ethionine
Ethionine is een niet-proteïnogeen aminozuur. Het aminozuur is structureel verwant aan methionine, waarbij de methylgroep vervangen is door een ethylgroep.
Ethionine is een antimetaboliet en een methionine-antagonist. Het verhindert de opbouw van proteïnen uit aminozuren en geeft ook interferentie met het cellulair gebruik van ATP. Ten gevolge van deze farmacologische effecten is ethionine zeer giftig en een sterk carcinogeen.